# Patricio Meller
Patricio Meller Bock (Santiago, 14 de febrero de 1939) es un ingeniero civil, académico, investigador y director de empresas chileno. Es profesor titular del Departamento de Ingeniería Industrial de la Universidad de Chile y fundador y Director Académico del programa Global MBA - Magíster en Gestión para la Globalización. Investigador senior y director de proyectos de la Corporación de Estudios para Latinoamérica, Cieplan. Fue presidente del directorio de Fundación Chile.

## Estudios
Es Ingeniero Civil de la Universidad de Chile, Master en Ingeniería, Master of Arts en Economía y PhD en Economía de la Universidad de California, Berkeley.

## Actividad profesional
Entre 1996 y 1998 fue director del Departamento de Ingeniería Industrial de la Universidad de Chile.

Desde 1976 que es parte del personal de CIEPLAN siendo actualmente su Director Ejecutivo.
Además, fue profesor del Instituto de Economía de la Universidad Católica entre 1970 y 1975.

También fue director de la Corporación del Cobre, Codelco (2005). Se ha desempeñado como Consultor del Banco Interamericano de Desarrollo (BID), del Banco Mundial, entre otros cargos.

Fue Presidente del Consejo Asesor para la Equidad Social designado por la presidenta Michelle Bachelet en su primer período.

## Premios
- Medalla Rector Juvenal Hernández Jaque que entregan a exalumnos de la Universidad de Chile que en el ejercicio de sus respectivas labores hayan prestado servicios distinguidos a la Casa de Estudios y al país.[3]

- Trayectoria Docente en 2006 otorgado por los alumnos y docentes del Departamento de Ingeniería Industrial de la Universidad de Chile

- Premio Al Ingeniero por Acciones Distinguidas del año 2010 otorgado por el Instituto de Ingenieros de Chile.[4]

## Publicaciones
Es autor de numerosas publicaciones y una serie de libros sobre economía chilena, minería, comercio internacional y educación superior, entre otros. Su más popular libro es “Universitarios: ¡El problema no es el lucro, es el mercado!” (Uqbar, 2011). 

En tanto, su última publicación se titula "Recursos Naturales y diversificación Exportadora. Una mirada de futuro para América Latina (CIEPLAN, 2013). Entre ellas:- Recursos Naturales y diversificación Exportadora. Una mirada de futuro para América Latina. CIEPLAN, 2013. Santiago

- La Viga Maestra y el sueldo de Chile. UQBAR, Santiago, 2013.

- Violencia y Cohesión Social en América Latina, Cieplan. Santiago, 2012 (Coeditor junto a Francisco Díaz)

- Universitarios: el problema no es el lucro, es el mercado, UQBAR, Santiago, 2011.

- Carreras Universitarias. Rentabilidad, Selectividad y Discriminación, UQBAR, Santiago, 2010.

- Educación Técnico-Profesional y Mercado Laboral en Chile: Un Reader, www.futurolaboral.cl, 2009, (coeditor José Joaquín Brunner)

- Los Dilemas de la Educación Superior. El Caso de la Universidad de Chile, Taurus, Santiago, 2007 (coautor Alan Meller).

- La Paradoja Aparente. Eficiencia y Equidad: Resolviendo el Dilema, Taurus, Santiago, 2005, editor 

- Oferta y Demanda de Profesionales y Técnicos en Chile. El Rol de la Información Pública, editor, RIL Editores, Santiago, 2004. (Coeditor, José Joaquín Brunner)

- Dilemas y Debates en Torno al Cobre, Dolmen, 2002, editor 

- The Unidad Popular and the Pinochet Dictatorship, Macmillan Press Ltd., London, 2000. 

- La Industria Chilena y el Mercosur, DOLMEN, Santiago, 1998. Coautor: Rodrigo Donoso.

- Nafta y el Mercosur. Un Diálogo Canadiense-Latinoamericano, editor, CIEPLAN DOLMEN, Santiago, 1996. También en inglés Western Hemisphere Trade Integration. A Canadian-Latin American Dialogue, editor, MacMillan, Londres, 1997. Coeditor: Richard G. Lipsey.

- Un Siglo de Economía Política Chilena (1890-1990), Editorial Andrés Bello, 1998.

- El Modelo Exportador Chileno. Crecimiento y Equidad (enlace roto disponible en Internet Archive; véase el historial, la primera versión y la última)., editor, CIEPLAN-DOLMEN, Santiago, 1996.

- Auge Exportador Chileno, Lecciones y Desafíos Futuros, editor, CIEPLAN-DOLMEN,Economía y Gestión, Santiago, 1995. Coeditor: Raúl E. Sáez.

- Adjustment and Equity in Chile, OECD, París, 1992. También en francés, Ajustement et équité au Chili, OECD, París, 1992.

- Shocks externos y mecanismos de estabilización, editor, CIEPLAN-BID, Santiago, 1992. También en inglés: External Shocks and Stabilization Mechanisms, editor, Johns Hopkins-IDB, Washington 1993. Coeditor: Eduardo Engel.

- Estrategia Comercial Chilena en la Década de 1990. Elementos para el Debate, editor, Ediciones CIEPLAN, Santiago, 1992. Co-editora: Andrea Butelmann.

- The Latin American Development Debate Neostructuralism Neomonetarios and Adjustmen Processes, editor, Westview Press, Boulder, 1991.

- Trayectorias Divergentes, editor, CIEPLAN-HACHETTE, Santiago, 1990.

También en inglés: Diverging Parths. A Century of Latin American& Scandinavian Economic Development, Johns Hopkins-IDB, Washington, 1991. Coeditor: Magnus Blomstrom.